# Crise Calabiana

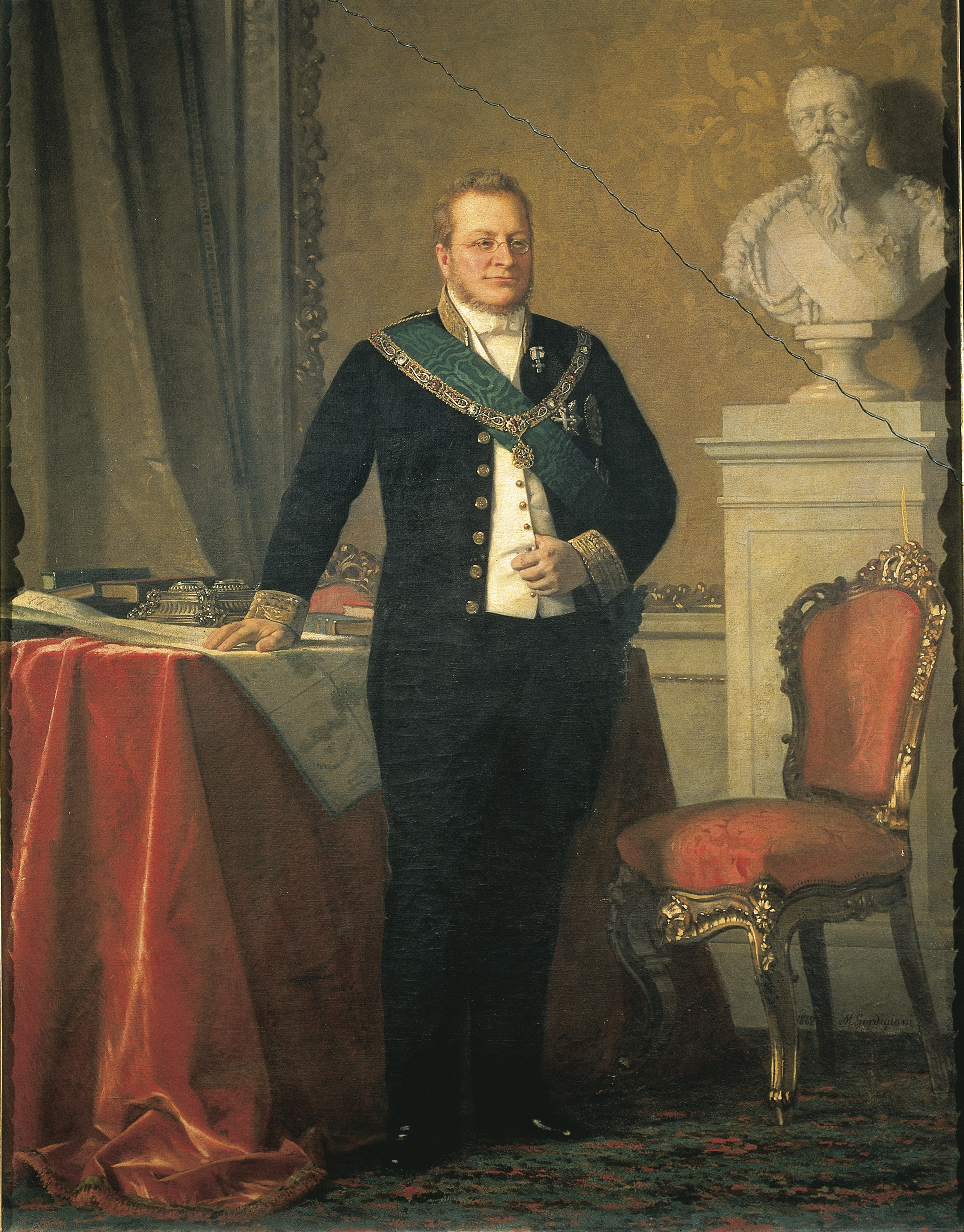
Camillo Cavour, Président du conseil du Piémont, portait de 1850-1860 de Tranquillo Cremona.

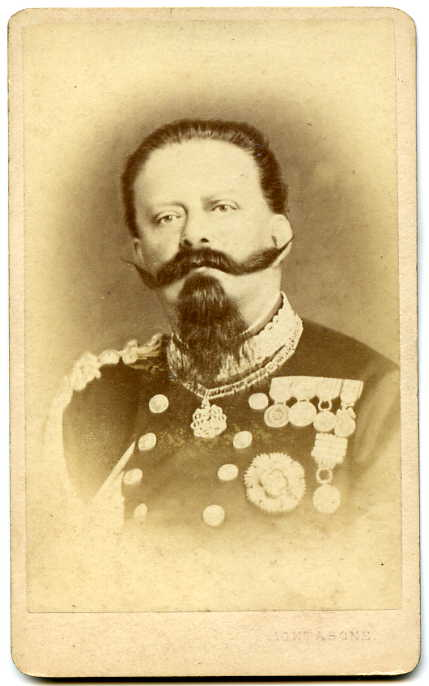
Victor-Emmanuel II.

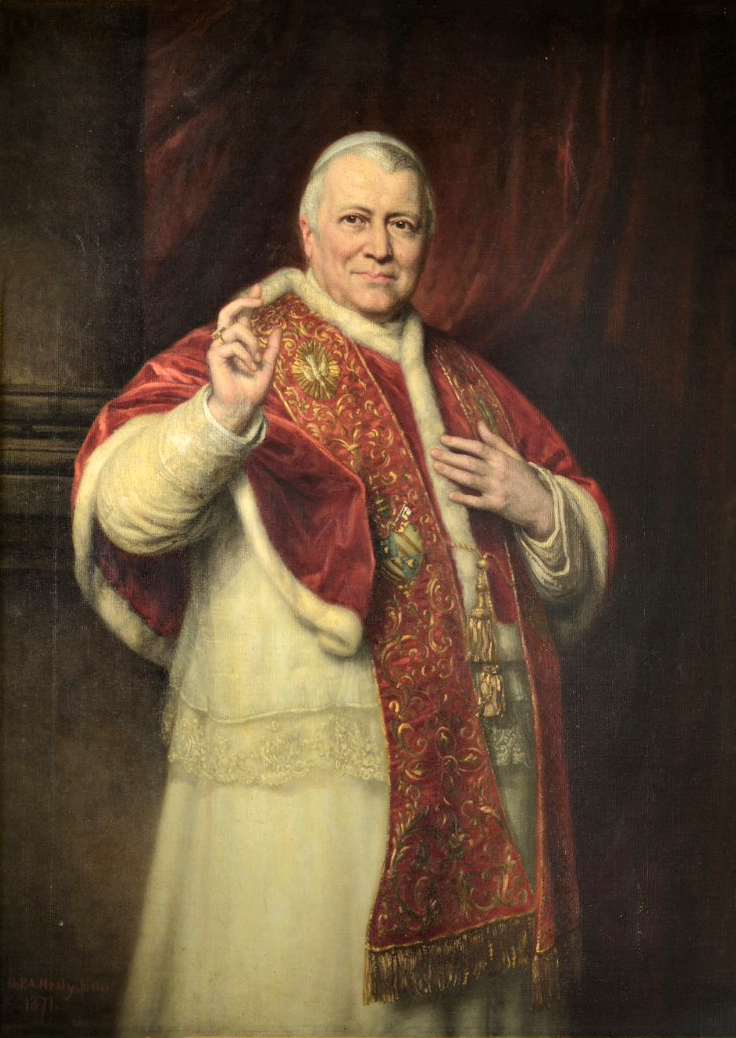
Pie IX, qui excommunia Cavour et le roi Victor-Emmanuel II après la promulgation de la loi sur les couvents, portrait de George Peter Alexander Healy.

La crise Calabiana est une des crises constitutionnelles qui a eu lieu dans le royaume de Sardaigne en 1855.

## Histoire
Le premier gouvernement de Cavour, qui propose une loi anticléricale sur les couvents, s'oppose au Sénat et au roi Victor-Emmanuel II qui la refuse. Cela provoque la crise Calabiana, du nom de l'évêque Luigi di Calabiana qui s'oppose aussi à la loi, Cavour est contraint de démissionner avant d'être à nouveau nommé Président du conseil après quelques jours. Il réussit à trouver un accord avec le Sénat afin de faire passer la loi qui est signée par le roi le 29 mai 1855. En réponse le pape Pie IX excommunie tous ceux qui ont permis le vote de la loi, Cavour et le roi compris.

## Les événements antérieurs
À la fin de 1854, le premier gouvernement de Cavour, formé de forces libérales du centre-droit et du centre-gauche (dénommé connubio) n'a pas réussi à  résoudre, malgré les efforts, la crise financière que traverse le pays. L'opposition, en particulier la droite, se renforce, mobilisant les catholiques opposés à l'anticléricalisme du gouvernement, les milieux proches de la Cour, le clergé et l'appareil bureaucratique
D'où la nécessité politique qui conduit Cavour et son ministre de la Justice Urbano Rattazzi à tenter, en conformité avec les objectifs libéraux de l'exécutif, d'augmenter le consensus avec la gauche en accentuant la poussée anticléricale et en radicalisant la lutte politique contre la droite conservatrice. Cette nécessité explique la décision prise par le premier gouvernement Cavour de présenter la loi sur les couvents le 28 novembre 1854

## La loi sur les couvents
Le projet de loi du gouvernement prévoit l'abolition dans le royaume de Sardaigne de toutes les corporations religieuses, à l'exception de celles qui font partie des Sœurs de la Charité et des Sœurs de Saint-Joseph, consacrées à l'assistance aux malades et à l'éducation. Ce sont principalement les ordres mendiants qui sont visés car ils sont jugés nuisible pour le moral du pays et contraires à une idée moderne de l'éthique du travail. Les biens de ces institutions auraient constitué la « caisse ecclésiastique » dont le seul but serait de verser des pensions aux prêtres et aux moines des institutions supprimées
Le président de la Chambre Bon Compagni, le ministre de la Justice Rattazzi, le Président du Conseil Cavour, le député juge  Cadorna, le juriste Luigi Melegari parlent tous en faveur de la loi, sans céder aux exigences de la gauche appelant à l'abolition de tous les ordres religieux du royaume. La loi sur les couvents est adoptée à la Chambre le 2 mars 1855, avec une majorité de 117 voix contre 36
Le Sénat, complice de Victor-Emmanuel II qui n'a pas l'intention de rompre avec l’Église, sur l'initiative d'un groupe de sénateurs catholiques,  suggère que l'épiscopat offre 900 000 lires pour assurer les moyens de subsistance des pauvres prêtres afin qu'ils soient auto-suffisants. La proposition qui, dans les intentions des sénateurs doit neutraliser le loi des couvents, est acceptée par le Saint-Siège et proposée au gouvernement, qui la rejette en menaçant de démissionner si la loi initiale n'est pas adoptée. Le lendemain, le 25 avril 1855, Victor-Emmanuel II donne au général Giacomo Durando la tâche d'examiner la possibilité d'un nouveau gouvernement de centre-droit
La 26 avril 1855, le sénateur Luigi Nazari di Calabiana, évêque de Casale, lit devant le Sénat l'offre faite par l'épiscopat en l'officialisant, ce qui provoque la crise. Il ne précise pas, cependant, les conditions, de manière à permettre au gouvernement qui est en train de se former d'opérer une conciliation. Le lendemain, l'attitude du roi et l'incapacité de passer la loi initiale devant le Sénat sont contestées, et le gouvernement Cavour démissionne

## La crise
La proposition de l'évêque Calabiana est vue comme une tentative d'ingérence de l’Église dans les libres décisions du Piémont.
Diverses manifestations anti-cléricales se succèdent entre le 28 et le 30 avril 1855, tandis que l'ancien Premier ministre Massimo d'Azeglio écrit à Victor-Emmanuel II : « N'allez pas plus en avant sur la route que vous avez prise [...] Une intrigue des moines a réussi en un jour à détruire l'œuvre de votre règne, et à agiter le Pays, secouer le Statut, obscurcir son nom idéal. ».
Pendant ce temps, le 2 mai, Cavour informe Victor-Emmanuel II, que former un gouvernement de droite signifierait « renoncer à la politique italienne », tandis que Durando, en graves difficultés pour former l'équipe, déclare qu'un virement à droite signifierait notamment des problèmes d'ordre interne. Le lendemain, le 4 mai, Victor-Emmanuel II décide de recourir à Cavour, rappelant le gouvernement à peine dissout afin de reprendre les rênes du pays.

## L'approbation de la loi
Le débat reprend sur le 5 mai 1855 au Sénat et ce n'est que le 9 que l'avocat Luigi Des Ambrois et le patriote Giacinto di Collegno réussissent à trouver l'amendement qui met d'accord le gouvernement et le Sénat : les religieux présents dans des couvents des institutions supprimées ne seraient pas chassés, mais resteraient jusqu'à l'extinction naturelle de leur communauté. L'amendement, cependant, est fortement contestée par la droite et passe seulement à deux voix (47 contre 45) de majorité.
Adoptée par le Sénat le 22 mai par 53 voix pour, 42 contre, la loi est renvoyée à la Chambre. Dans cette assemblée, elle rencontre l'opposition du conservateur Solaro mais aussi les critiques des députés de gauche qui, la jugeant trop faible, votent cependant pour. Approuvée également à la Chambre, le 28 mai, la loi est promulguée par Victor-Emmanuel II le lendemain.
Le 26 juillet, le pape Pie IX excommunie ceux qui ont proposé ou approuvé la loi. Cela touche Victor-Emmanuel II, les membres du gouvernement et ceux du parlement.
On estime à 34 les ordres religieux touchés, 331 monastères et couvents avec 4 540 religieux ; et à 22, les ordres restés en place avec 274 communautés et 4 050 religieux. Dix plus tard, les données sont les suivantes, 335 communautés sont touchées pour un total de 5 489 religieux des deux sexes.

## Conséquences
L'application de la loi sur les couvents fut inévitablement ralentie par des obstacles, la bureaucratie et des procès, avec des retards pour le transfert des biens à la caisse ecclésiastique. Cette loi porta un coup sérieux au Piémont clérical de la Restauration et des années de Charles-Albert. La solidarité entre les conservateurs catholiques et la Maison de Savoie alla en se réduisant.

## Note
- (it) Cet article est partiellement ou en totalité issu de l’article de Wikipédia en italien intitulé « Crisi Calabiana » (voir la liste des auteurs).

1. ↑  Romeo, 2004, p. 262, 263.
2. ↑  Romeo, 2004, p. 263, 292..
3. ↑  Romeo, 2004, p. 294, 295..
4. ↑  Romeo, 2004, p. 295..
5. ↑  Romeo, 2004, p. 296, 297..
6. ↑  Romeo, 2004, p. 297, 298..
7. ↑  Romeo, 2004, p. 298..
8. 1 2  Romeo, 2004, p. 299..
9. ↑  Romeo, 2004, p. 300..
10. ↑  Romeo, 2004, p. 300, 301..
11. ↑  Romeo, 2004, p. 301..